# 12294 Avogadro
12294 Avogadro este o planetă minoră (asteroid), cu un diametru de 4,331 km, din centura de asteroizi. A fost descoperită pe 2 august 1991 la Observatorul European Austral de Eric Walter Elst și a fost numită după Amedeo Avogadro. 
Obiectul prezintă o orbită caracterizată de o semiaxă mare de 2,3704991 UAi, o excentricitate de 0,12, o înclinație de 1,97136 ° în raport cu ecliptica.